# Faculté de philosophie de l'université de Belgrade

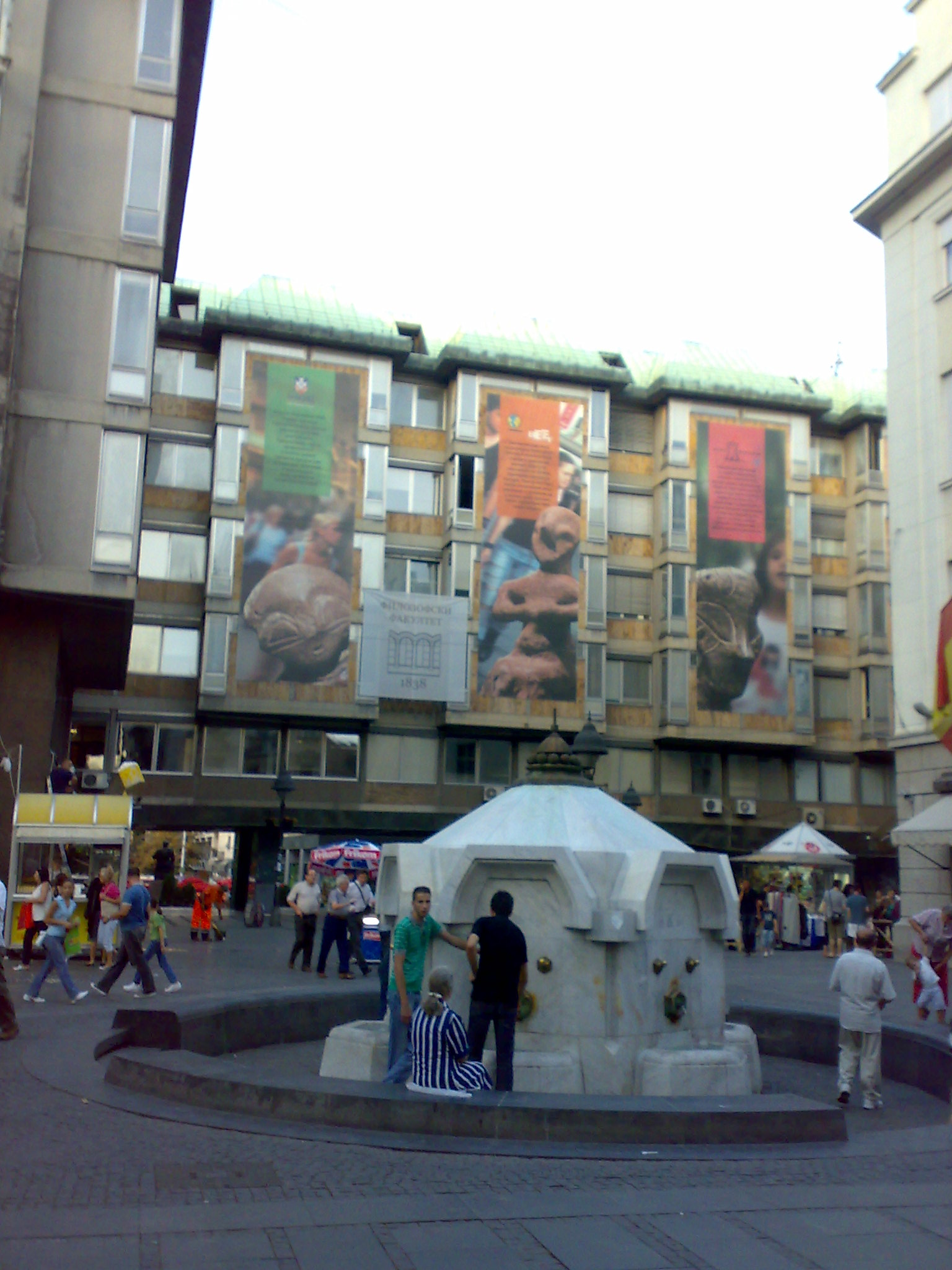
Le bâtiment de la faculté.

La faculté de philosophie de l'université de Belgrade (en serbe cyrillique : Филозофски факултет Универзитета у Београду ; en serbe latin : Filozofski fakultet Univerziteta u Beogradu) est l'une des 31 facultés de l'université de Belgrade, la capitale de la Serbie ; elle a été fondée en 1838. En 2021, son doyen est le professeur Danijel Sinani.

## Organisation
La faculté comprend les 10 départements suivants :
- Andragogie[4] ;
- Archéologie[5] ;
- Langues classiques[6] ;
- Ethnologie et anthropologie[7] ;
- Histoire[8] ;
- Histoire de l'art[9] ;
- Pédagogie[10] ;
- Philosophie[11] ;
- Psychologie[12] ;
- Sociologie[13].

En plus de ces départements, la faculté compte 8 instituts de recherches :
- Institut d'histoire de l'art[14] ;
- Institut d'ethnologie et d'anthropologie[15] ;
- Institut de pédagogie et d'andragogie[16] ;
- Institut de philosophie[17] ;
- Institut de psychologie[18] ;
- Institut de sociologie et de recherches en sciences sociales[19] ;
- Centre d'études serbes[20] ;
- Centre d'études chypriotes[21].

## Étudiants célèbres
- Mehdi Bardhi (en), fondateur de l'Institut d'albanologie à Pristina
- Gani Bobi (en), philosophe et sociologue albanais
- Milan Budimir (en), lettré
- Miodrag Bulatović, romancier et dramaturge monténégrin
- Branko Ćopić, écrivain bosnien et yougoslave
- Zija Dizdarević (en), écrivain bosnien
- Zoran Đinđić, premier ministre de Serbie (2001–2003)
- Rajko Đurić, écrivain serbe
- Trivo Inđić, conseiller du président de la république de Serbie (à partir de 2004)
- Žarko Korać, ancien vice-premier ministre serbe
- Desanka Kovačević-Kojić (née en 1925), médiéviste serbe, membre de l'Académie serbe des sciences et des arts[22] et de l'Académie des sciences et des arts de la République serbe[23]
- Sima Lozanić, premier recteur de l'université de Belgrade
- Desanka Maksimović, poétesse serbe
- Ljubomir Maksimović (né en 1938), byzantiniste et médiéviste, membre de l'Académie serbe des sciences et des arts[24]
- Miroslav Marcovich (en), philologue et universitaire
- Simo Elaković (en), philosophe et économiste serbe
- Mihailo Marković (en), philosophe serbe
- Dragoljub Mićunović, philosophe et homme politique serbe
- Nikola Milošević (en), écrivain et philosophe serbe
- Dragoslav Mitrinović (en), mathématicien serbe
- Vasko Popa, poète serbe d'origine roumaine
- Nebojša Radmanović, président de Bosnie-Herzégovine (2008–2009)
- Šerbo Rastoder (en), philosophe et historien bosniaque et monténégrin
- Vladislav F. Ribnikar, fondateur du journal Politika
- Veljko Rus (en), philosophe et homme politique slovène
- Meša Selimović (1910-1982), écrivain, membre de l'Académie serbe des sciences et des arts[25]
- Bogoljub Šijaković, ancien ministre
- Boris Tadić, président de la république de Serbie (2004–2012)
- Ljubomir Tadić, l'un des fondateurs du Parti démocratique en Serbie